# Moncton Magic
I Moncton Magic sono una società di pallacanestro canadese con sede a Moncton, nel Nuovo Brunswick.
Nacquero nel 2011 come Moncton Miracles per partecipare al campionato della NBL Canada.
Nel 2017 la franchigia venne venduta e assunse la denominazione attuale.

## Stagioni
| Stagione | Lega       | Denominazione    | V  | P  | %    | Piazzamento | Play-off               |
| -------- | ---------- | ---------------- | -- | -- | ---- | ----------- | ---------------------- |
| 2011-12  | NBL Canada | Moncton Miracles | 9  | 27 | 25,0 | 7º          | -                      |
| 2012-13  | NBL Canada | Moncton Miracles | 20 | 20 | 50,0 | 3º          | Quarti di finale       |
| 2013-14  | NBL Canada | Moncton Miracles | 14 | 26 | 35,0 | 3º          | Quarti di finale       |
| 2014-15  | NBL Canada | Moncton Miracles | 8  | 24 | 25,0 | 4º          | Quarti di finale       |
| 2015-16  | NBL Canada | Moncton Miracles | 15 | 25 | 37,5 | 3º          | Quarti di finale       |
| 2016-17  | NBL Canada | Moncton Miracles | 15 | 25 | 27,5 | 4º          | Semifinali di division |
| 2017-18  | NBL Canada | Moncton Magic    | 23 | 17 | 57,5 | 2º          | Finali di division     |
| 2018-19  | NBL Canada | Moncton Magic    | 27 | 13 | 67,5 | 1º          | Campioni               |
| 2019-20  | NBL Canada | Moncton Magic    | 19 | 4  | 82,6 | 1º          | stagione interrotta    |